# Liste der Kulturdenkmale im Landkreis Nordsachsen

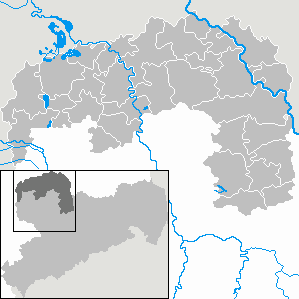
Karte des Landkreises Nordsachsen

In der Liste der Kulturdenkmale im Landkreis Nordsachsen sind die Kulturdenkmale im Landkreis Nordsachsen aufgelistet. Grundlage der Einzellisten sind die in den jeweiligen Listen angegebenen Quellen. Die Anmerkungen sind zu beachten.
Diese Liste ist eine Teilliste der Liste der Kulturdenkmale in Sachsen.

## Aufteilung
Wegen der großen Anzahl von Kulturdenkmalen im Landkreis Nordsachsen ist diese Liste in Teillisten nach den Städten und Gemeinden aufgeteilt.
| - Arzberg - Adelwitz - Blumberg - Kamitz - Kathewitz - Kaucklitz - Köllitsch | - Kötten - Nichtewitz - Packisch - Pülswerda - Stehla - Tauschwitz - Triestewitz |

| - Beilrode - Dautzschen - Döbrichau - Großtreben - Kreischau | - Last - Neubleesern - Rosenfeld - Zwethau |

| - Belgern - Ammelgoßwitz - Bockwitz - Döbeltitz - Dröschkau - Kaisa - Kobershain - Lausa - Liebersee - Mahitzschen | - Neußen - Oelzschau - Plotha - Probsthain - Schildau - Seydewitz - Sitzenroda - Staritz - Taura - Wohlau |

| - Cavertitz - Außig - Bucha - Klingenhain - Lampertswalde - Olganitz | - Reudnitz - Schirmenitz - Schöna - Sörnewitz - Treptitz - Zeuckritz |

| - Dahlen - Börln - Bortewitz - Großböhla | - Kleinböhla - Ochsensaal - Schmannewitz - Schwarzer Kater |

| - Delitzsch - Beerendorf - Benndorf - Brodau - Döbernitz - Laue - Poßdorf | - Rödgen - Schenkenberg - Selben - Spröda - Storkwitz - Zschepen |

| - Doberschütz - Battaune - Bunitz - Mölbitz - Mörtitz | - Paschwitz - Sprotta - Sprotta-Siedlung - Winkelmühle - Wöllnau |

| - Jesewitz - Bahnhof - Bötzen - Gallen - Gordemitz - Gostemitz - Gotha - Groitzsch | - Kossen - Liemehna - Ochelmitz - Pehritzsch - Weltewitz - Wöllmen - Wölpern |

| - Krostitz - Beuden - Hohenossig - Kletzen - Krensitz - Kupsal | - Lehelitz - Mutschlena - Niederossig - Priester - Zschölkau |

| - Laußig - Authausen - Durchwehna - Görschlitz | - Gruna - Kossa - Pressel - Pristäblich |

| - Borna - Bornitz - Clanzschwitz - Ganzig - Gaunitz - Klötitz - Laas - Leckwitz | - Leisnitz - Liebschütz - Sahlassan - Schönnewitz - Terpitz - Wellerswalde - Zaußwitz |

| - Mockrehna - Audenhain - Gräfendorf - Klitzschen - Langenreichenbach | - Schöna - Strelln - Wildenhain - Wildschütz |

| - Mügeln - Ablaß - Baderitz - Berntitz - Gaudlitz - Glossen - Grauschwitz - Kemmlitz - Lichteneichen - Nebitzschen - Neusornzig - Niedergoseln - Oetzsch | - Paschkowitz - Pommlitz - Poppitz - Querbitzsch - Remsa - Schleben - Schweta - Seelitz - Sornzig - Wetitz - Zävertitz - Zschannewitz |

| - Naundorf - Casabra - Gastewitz - Hof - Hohenwussen | - Kreina - Reppen - Salbitz - Stennschütz - Zeicha |

| - Oschatz - Fliegerhorst - Leuben - Limbach - Lonnewitz | - Mannschatz - Merkwitz - Schmorkau - Thalheim - Zöschau |

| - Rackwitz - Biesen - Brodenaundorf - Kreuma | - Lemsel - Podelwitz - Zschortau |

| - Schkeuditz - Dölzig - Freiroda - Gerbisdorf - Glesien | - Hayna - Kleinliebenau - Kursdorf - Radefeld - Wolteritz |

| - Badrina - Boyda - Brinnis - Gollmenz - Göritz - Hohenroda | - Lindenhayn - Luckowehna - Mocherwitz - Wannewitz - Wölkau |

| - Taucha - Cradefeld - Dewitz / Döbitz - Graßdorf - Merkwitz | - Plösitz - Pönitz - Seegeritz - Sehlis |

| - Torgau (A–L) - Torgau (M–Z) - Beckwitz - Bennewitz - Graditz - Kranichau - Kunzwerda | - Loßwig - Mehderitzsch - Melpitz - Staupitz - Welsau - Weßnig - Zinna |

| - Wermsdorf - Calbitz - Collm - Gröppendorf - Lampersdorf - Liptitz | - Luppa - Mahlis - Malkwitz - Wadewitz - Wiederoda |

| - Wiedemar - Doberstau - Grebehna - Klitschmar - Kölsa - Kyhna - Lissa - Peterwitz | - Pohritzsch - Quering - Rabutz - Serbitz - Wiesenena - Zaasch - Zschernitz - Zwochau |

| - Zschepplin - Glaucha - Hohenprießnitz - Krippehna | - Naundorf - Noitzsch - Rödgen - Steubeln |